# Ктенолофон
Ктенолофон (лат. Ctenolophon) — род цветковых растений, выделяемый в самостоятельное семейство Ктенолофоновые (лат. Ctenolophonaceae) порядка мальпигиецветные. Содержит 3-4 вида. Ареал вида довольно разобщенный — Западная Африка и Малайзия.

## Таксономия
По информации базы данных The Plant List (на июль 2016), род включает 2 вида:
- Ctenolophon englerianus Mildbr.
- Ctenolophon parvifolius Oliv.